# William Applegarth
William "Willie" Reuben Applegarth, né le 11 mai 1890 à Guisborough et mort le 5 décembre 1958 à Schenectady, est un athlète britannique, spécialiste du sprint.
Éliminé en demi-finale du 100 m, il remporte la médaille d'or comme dernier relayeur du relais 4 × 100 m lors des Jeux de 1912 (arrivé second, il bénéficie de la disqualification des Américains). Il devient professionnel et émigre aux États-Unis en 1915 où il devient entraîneur en Pennsylvanie. Il obtient également la médaille de bronze du 200 m à ces mêmes Jeux.

## Palmarès

### Jeux olympiques
| Date | Compétition     | Lieu      | Résultat | Épreuve   | Temps |
| ---- | --------------- | --------- | -------- | --------- | ----- |
| 1912 | Jeux olympiques | Stockholm | 3e       | 200 m     | 22.0  |
| 1912 | Jeux olympiques | Stockholm | 1er      | 4 × 100 m | 42.4  |